# Szécsényi
Die Szécsényi waren eine Adelsfamilie im Königreich Ungarn im 14. und 15. Jahrhundert. Der Gründer der Familie, Thomas, leitete seine Herkunft von dem gens („Clan“) Kacsics ab. Er war einer der mächtigsten Barone des Königs Karl von Ungarn und hielt verschiedene Ämter während dessen Herrschaft. Die Familie war nach ihrem Gutsbesitz benannt, Szécsény. Die männliche Linie der Familie endete 1460.

## Bekannte Mitglieder der Familie
Thomas Szécsényi (ca. 1285–1354), der Sohn von Farkas Szécsényi, schloss sich König Karl I. gegen den mächtigen Máté Csák 1301 an; deswegen verlor er seine ererbten Besitzungen in Nógrád an Verwandte, die Máté Csák folgten.
Er kämpfte in der Schlacht von Rozhanovce am 15. Juni 1312, als die Armee des Königs die verbündeten Truppen von Máté Csák und der Söhne Amade Abas bekämpfte. Kurz danach belehnte der König Thomas mit den Besitzungen von Hollókő, die er von dessen Verwandten konfisziert hatte. 1316 besetzte er das Schloss Visegrád, das zuvor Máté Csák besessen hatte. Thomas wurde 1318 Anführer der Herzogtümer (ispán) von Arad, Bács und Szerém und 1319 des Magistrats von Cumans.
1320 wurde er zum Schatzmeister der Königin ernannt (királynéi tárnokmester). Zu jener Zeit heiratete er eine der Verwandten von Königin Elisabeth von Polen, die Herzogin Anna von Auschwitz als seine zweite Frau. Nach Máté Csáks Tod (1321) belehnte der König ihn mit verschiedenen Schlössern und Besitztümern in Heves, Gömör und Nógrád; hierbei erhielt er Ajnácskő (heute Hajnáčka in der Slowakei), Baglyaskő, Bene, Somoskő (heute Šomoška in der Slowakei) und das Schloss Sztrahora. Im selben Jahr wurde er Woiwode von Transsylvanien. Er unterdrückte 1324 die Rebellion der transsilvanischen Sachsen, und der König belehnte ihn mit dem Schloss Salgó (heute Sibiel in Rumänien). 1342 wurde er zum Schatzmeister (tárnokmester) des Königs ernannt, und 1349 wurde er Hoher Justitiar (Országbíró) des Königreichs.